# Metacercária
As metacercárias são pequenos invólucros, normalmente arredondados ou esféricos, que alojam estádios intermédios de parasitas, permitindo que o seu ciclo de vida possa prosseguir. Os seres humanos adquirem uma doença denominada clonorquíase através da ingestão de metacercárias enquistadas em peixe cru ou malcozido.  